# Andi Mack
Andi Mack – amerykański sitcom wytwórni Disney Channel Original Series stworzony przez Terri Minsky. W rolach głównych występuje Peyton Elizabeth Lee. Serial jest stworzony przez twórcę serialu Lizzie McGuire. Serial został oficjalnie potwierdzony w sierpniu 2016 roku. Produkcja serialu rozpoczęła się jesienią 2016 roku. Amerykańska premiera serialu miała miejsce 7 kwietnia 2017 roku na kanale Disney Channel, gdzie serial wyemitował dwa pierwsze odcinki serialu.
Dnia 25 maja 2017 roku serial dostał zamówienie na drugi sezon.
19 lutego 2018 r. Disney Channel ogłosił, że „Andi Mack” został odnowiony na trzeci sezon, a obsada poinformowała o odnowieniu na żywo w Good Morning America tego samego dnia.
Serial zostanie zakończony po 3 sezonach; ogłoszono to 24 kwietnia 2019 roku. Ostatni, 20 odcinek 3 sezonu, miał premierę 26 lipca 2019.

## Fabuła
Serial skupia się na Andi Mack, która ma duszę artystki, ale jest chroniona przez nadopiekuńczą matkę. W przeddzień 13 urodzin siostra Andi, Bex, wraca do domu z informacją, która na zawsze zmieni życie Andi.

## Obsada
- Peyton Elizabeth Lee – Andi Mack
- Joshua Rush – Cyrus Goodman
- Sofia Wylie – Buffy Driscoll
- Asher Angel – Jonah Beck
- Lilan Bowden – Rebecca „Bex” Mack
- Lauren Tom – Celia Mack
- Trent Garrett – Bowie Quinn
- Luke Mullen – Thelonius Jagger „TJ” Kippen
- Emily Skinner – Amber
- Garren Stitt – Marty

## Odcinki
| Seria | Seria | Odcinki | Oryginalna emisja    | Oryginalna emisja | Oryginalna emisja | Oryginalna emisja |
| Seria | Seria | Odcinki | Premiera serii       | Finał serii       | Premiera serii    | Finał serii       |
| ----- | ----- | ------- | -------------------- | ----------------- | ----------------- | ----------------- |
|       | 1     | 12      | 7 kwietnia 2017      | 23 czerwca 2017   | b.d               | b.d               |
|       | 2     | 27      | 27 października 2017 | 13 sierpnia 2018  | b.d               | b.d               |
|       | 3     | 20      | 8 października 2018  | 26 lipca 2019     | b.d               | b.d               |

### Sezon 1: 2017
| Nr | Tytuł                   | Tytuł polski                     | Reżyseria        | Scenariusz               | Premiera         | Premiera w Polsce | Kod |
| -- | ----------------------- | -------------------------------- | ---------------- | ------------------------ | ---------------- | ----------------- | --- |
| 1  | 13                      | 13                               | Paul Hoen        | Terri Minsky             | 7 kwietnia 2017  | nieemitowany      | 101 |
| 2  | Outside the Box         | Na zewnątrz Pudełka              | Paul Hoen        | Terri Minsky             | 7 kwietnia 2017  | nieemitowany      | 102 |
| 3  | Shhh!                   | Shhh!                            | David Warren     | Erin Dunlap              | 14 kwietnia 2017 | nieemitowany      | 103 |
| 4  | Dancing in the Dark     | Taniec w mroku                   | Paul Hoen        | Phil Baker               | 21 kwietnia 2017 | nieemitowany      | 104 |
| 5  | It's Not About You      | Nie chodzi o Ciebie              | Joe Menendez     | Rayna McClendon          | 28 kwietnia 2017 | nieemitowany      | 105 |
| 6  | She Said, She Said      | Ona powiedziała, Ona powiedziała | Paul Hoen        | Suzanne Weber            | 5 maja 2017      | nieemitowany      | 106 |
| 7  | Dad Influence           | Ojcowski Wpływ                   | Jerry O’Connell  | Elena Song               | 12 maja 2017     | nieemitowany      | 107 |
| 8  | Terms of Embarrassement | Warunki Zakłopotania             | Adam Weissman    | Sam Wolfson              | 19 maja 2017     | nieemitowany      | 108 |
| 9  | She's Turning Into You  | Ona zamienia się w Ciebie        | Michael Grossman | Erin Dunlap              | 2 czerwca 2017   | nieemitowany      | 109 |
| 10 | Home Away from Home     | Dom z dala od Domu               | Eyal Gordin      | Phil Baker               | 9 czerwca 2017   | nieemitowany      | 110 |
| 11 | Were We Ever?           | Kiedykolwiek Byliśmy?            | Paul Hoen        | Sam Wolfson              | 16 czerwca 2017  | nieemitowany      | 111 |
| 12 | Best Surprise Ever      | Najlepsza Niespodzianka          | Vanessa Parise   | Elena Song Suzanne Weber | 23 czerwca 2017  | nieemitowany      | 112 |

### Sezon 2: 2017-2018
| Nr     | Tytuł                          | Tytuł polski                        | Reżyseria               | Scenariusz                 | Premiera             | Premiera w Polsce | Kod      |
| ------ | ------------------------------ | ----------------------------------- | ----------------------- | -------------------------- | -------------------- | ----------------- | -------- |
| 13 -14 | Hey, Who Wants Pizza?          | Hey, Kto chce Pizzę?                | Eyal Gordin             | Terri Minsky               | 27 października 2017 | nieemitowany      | 113 -201 |
| 15     | Chinese New Year               | Chiński Nowy Rok                    | Eyal Gordin             | Elena Song                 | 3 listopada 2017     | nieemitowany      | 202      |
| 16     | Friends Like These             | Tacy Przyjaciele                    | Adam Weissman           | Phil Baker                 | 10 listopada 2017    | nieemitowany      | 203      |
| 17     | Mama                           | Mama                                | Eyal Gordin             | Terri Minsky               | 17 listopada 2017    | nieemitowany      | 204      |
| 18     | The Snorpion                   | Snorpion                            | Eyal Gordin             | Erin Dunlap                | 24 listopada 2017    | nieemitowany      | 205      |
| 19     | I Wanna Hold Your Wristband    | Chcę Trzymać Twoją Opaskę           | Joe Menendez            | Sam Wolfson                | 1 grudnia 2017       | nieemitowany      | 206      |
| 20     | Head over Heels                | Po uszy                             | Joe Menendez            | Erin Dunlap                | 15 stycznia 2018     | nieemitowany      | 207      |
| 21     | There's a Mack in the Shack    | Mack w budzie wszak                 | Paul Hoen               | Elena Song                 | 19 stycznia 2018     | nieemitowany      | 208      |
| 22     | You're the One That I Want     | Jesteś jedynym czego chcę           | Paul Hoen               | Phil Baker                 | 26 stycznia 2018     | nieemitowany      | 209      |
| 23     | A Good Hair Day                | Dobry dzień włosów                  | Paul Hoen Adam Weissman | Suzanne Weber              | 2 lutego 2018        | nieemitowany      | 210      |
| 24     | Miniature Gulf                 | Miniaturowa Zatoka                  | Paul Hoen               | Suzanne Weber              | 9 lutego 2018        | nieemitowany      | 211      |
| 25     | We Were Never                  | Nigdy nie byliśmy                   | Michelle Manning        | Sam Wolfson                | 16 lutego 2018       | nieemitowany      | 212      |
| 26 -27 | Cyrus' Bash-Mitzvah!           | Cyrus Grzmot-Micwa                  | Paul Hoen               | Tim Minsky                 | 23 lutego 2018       | nieemitowany      | 213 -214 |
| 28     | Better to Have Wuvved and Wost | Lepiej Mieć Wuvved i Wost           | Kenny Ortega            | Jason Dorris               | 4 czerwca 2018       | nieemitowany      | 215      |
| 29     | Perfect Day 2.0                | Perfekcyjny Dzień 2.0               | Paul Hoen               | Erin Dunlap                | 11 czerwca 2018      | nieemitowany      | 216      |
| 30     | Truth or Truth                 | Prawda albo Prawda                  | Joe Menendez            | Suzanne Weber              | 18 czerwca 2018      | nieemitowany      | 217      |
| 31     | A Walker to Remember           | Piechur do zapamiętania             | Joe Menendez            | Elena Song                 | 25 czerwca 2018      | nieemitowany      | 218      |
| 32     | Crime Scene: Andi Shack!       | Miejsce Zbrodni: Andi Buda!         | Charles Minsky          | Phil Baker                 | 2 lipca 2018         | nieemitowany      | 219      |
| 33     | Andi's Choice                  | Wybór Andi                          | Paul Hoen               | Sam Wolfson                | 9 lipca 2018         | nieemitowany      | 220      |
| 34     | For the Last Time              | Ostatni Raz                         | Michelle Manning        | Jonathan S. Hurwitz        | 16 lipca 2018        | nieemitowany      | 221      |
| 35     | Buffy in a Bottle              | Buffy w Butelce                     | Paul Hoen               | Erin Dunlap                | 23 lipca 2018        | nieemitowany      | 222      |
| 36     | Keep a Lid on It               | Trzymaj na tym Wieko                | Joe Menendez            | Joanne Lee                 | 30 lipca 2018        | nieemitowany      | 223      |
| 37     | Bought, Lost or Stolen         | Zakupione, Zagubione lub Skradzione | Paul Hoen               | Phil Baker i Sam Wolfson   | 6 sierpnia 2018      | nieemitowany      | 224      |
| 38     | We're on Cloud Ten             | Jesteśmy na Chmurze Dziesięć        | David Kendall           | Elena Song i Suzanne Weber | 10 sierpnia 2018     | nieemitowany      | 225      |
| 39     | The Cake That Takes the Cake   | Ciasto, które bierze Ciasto         | Paul Hoen               | Terri Minsky               | 13 sierpnia 2018     | nieemitowany      | 226      |

### Sezon 3: 2018-2019
| Nr | Tytuł                        | Tytuł polski               | Reżyseria           | Scenariusz                  | Premiera             | Premiera w Polsce | Kod |
| -- | ---------------------------- | -------------------------- | ------------------- | --------------------------- | -------------------- | ----------------- | --- |
| 40 | The Boys Are Back            | Chłopcy Wrócii             | Michelle Manning    | Terri Minsky                | 8 października 2018  | nieemitowany      | 301 |
| 41 | Howling at the Moon Festival | Festiwal Wycia Do Księżyca | Paul Hoen           | Elena Song                  | 15 października 2018 | nieemitowany      | 302 |
| 42 | It's a Dilemna               | To Dylenat                 | Paul Hoen           | Erin Dunlap                 | 22 października 2018 | nieemitowany      | 303 |
| 43 | Hole in the Wall             | Dziura w Ścianie           | Michelle Manning    | Sam Wolfson                 | 2 listopada 2018     | nieemitowany      | 304 |
| 44 | That Syncing Feeling         | To Uczucie Synchronizacji  | Paul Hoen           | Suzanne Weber               | 9 listopada 2018     | nieemitowany      | 305 |
| 45 | Cook Monster                 | Gotujący Potwór            | Paul Hoen           | Phil Baker                  | 16 listopada 2018    | nieemitowany      | 306 |
| 46 | The New Girls                | Nowe Dziewczyny            | Michelle Manning    | Elena Song i Suzanne Weber  | 30 listopada 2018    | nieemitowany      | 307 |
| 47 | I Got Your Number            | Mam Twój Numer             | Joe Menendez        | Sam Wolfson                 | 18 stycznia 2019     | nieemitowany      | 308 |
| 48 | Secret Society               | Sekretne Stowarzyszenie    | Paul Hoen           | Phil Baker                  | 25 stycznia 2019     | nieemitowany      | 309 |
| 49 | The Quacks                   | Quack'owie                 | Aprill Winney       | Erin Dunlap                 | 1 lutego 2019        | nieemitowany      | 310 |
| 50 | One in a Minyan              | Jeden na Minjon            | Michelle Manning    | Jonathan Hurwitz            | 8 lutego 2019        | nieemitowany      | 311 |
| 51 | The Ex Factor                | Czynnik Ex                 | Paul Hoen           | Erin Dunlap                 | 22 lutego 2019       | nieemitowany      | 312 |
| 52 | Mount Rushmore or Less       | Góra Rushmore lub Mniej    | Paul Hoen           | Suzanne Weber               | 1 marca 2019         | nieemitowany      | 313 |
| 53 | Hammer Time                  | Czas Młota                 | Paul Hoen           | Jason Dorris                | 21 czerwca 2019      | nieemitowany      | 314 |
| 54 | Unloading Zone               | Strefa Rozładunku          | Brent Geisler       | Phil Baker                  | 21 czerwca 2019      | nieemitowany      | 315 |
| 55 | One Girl's Trash             | Śmieci Jednej Dziewczyny   | Paul Hoen           | Elena Song                  | 28 czerwca 2019      | nieemitowany      | 316 |
| 56 | Arts and Inhumanities        | Sztuka i Nieludzkość       | Leslie Kolins Small | Sam Wolfson                 | 5 lipca 2019         | nieemitowany      | 317 |
| 57 | Something to Talk A-Boot     | Coś o czym Można Pogadać   | Paul Hoen           | Erin Dunlap i Elena Song    | 12 lipca 2019        | nieemitowany      | 319 |
| 58 | A Moving Day                 | Dzień Przeprowadzki        | Michelle Manning    | Suzanne Weber i Sam Wolfson | 19 lipca 2019        | nieemitowany      | 320 |
| 59 | We Were Here                 | Byliśmy Tu                 | Paul Hoen           | Terri Minsky                | 26 lipca 2019        | nieemitowany      | 321 |